# Jean-Charles Monnier

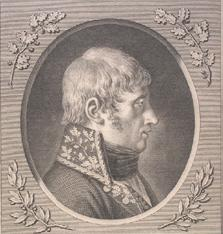
Jean-Charles Monnier

Jean-Charles Monnier seltener Jean Charles Monnier (* 22. März 1758 in Cavaillon, Département Vaucluse; † 30. Januar 1816 in Paris) war ein französischer General der Infanterie. In einigen seltenen Akten lautet die Schreibweise Monier.

## Leben
Begeistert von den Ideen der Revolution schloss sich Monnier 1789 der Garde nationale an und blieb dort bis zum Tuileriensturm im August 1792. Im Verlauf der nächsten Wochen verließ er die Garde im Rang eines sous-lieutenants. Während dieser Zeit wurde Napoleon Bonaparte auf ihn aufmerksam und berief ihn in seinen Stab.
1793 wechselte Monnier in die Armée d’Italie zu General Jean François Cornu de La Poype. Er konnte sich auszeichnen und nach weiteren Beförderungen wurde Monnier im März 1796 Stabschef von General Jean-Baptiste Meynier. Unter dessen Befehl nahm er u. a. an den Schlachten bei Dego (April 1796) und Lodi (Mai 1796) teil. In der Schlacht bei Rivoli (Januar 1797) stand Monnier im Rang eines général de brigade unter direktem Befehl von Napoleon. Dieser berief ihn Ende desselben Jahres zum Militärgouverneur von Ancona.
Zwischen Mai und Dezember 1799 hielt Monnier mit ca. 3000 Soldaten Ancona, musste sich dann aber österreichischen Truppen ergeben. Er kehrte mit seinen Truppen nach Frankreich zurück. Ab dieser Zeit war Napoleons Verhältnis zu Monnier getrübt, Die Kapitulation Anconas sprach in Napoleons Augen gegen Monnier und dieser begann auch immer lauter Napoleons militärische Vorhaben zu kritisieren. Nach Umstrukturierungen der Armee kam Monnier in den Generalstab von Louis Charles Antoine Desaix und kämpfte unter dessen Befehl in der Schlacht bei Marengo (Juni 1800).
Danach berief man ihn zum Militärgouverneur von Bologna und ab Oktober desselben Jahres betraute man ihn mit der Regierung der ganzen Toskana. Nach der Schlacht am Mincio (Dezember 1800) schickte man ihn zurück nach Ancona, aber ohne irgendwelche Befehle. Spätestens ab dem Vertrag von Tilsit (Juli 1807) wurde Monnier nicht mehr befördert und kaltgestellt.
Im Frühjahr 1811 trat Monnier enttäuscht aus der Armee aus und zog sich uns Privatleben zurück. Er ließ sich in Paris nieder und wurde zum Unterstützer des Hauses Bourbon. Als Napoleon Bonaparte die Insel Elba verließ, berief man Monnier zurück und bat ihn, Napoleon auf dessen Marsch auf Paris aufzuhalten. Bis auf wenige Scharmützel konnte Monnier aber nichts ausrichten und als Napoleon in Paris erneut die Herrschaft übernommen hatte, degradierte er Monnier als eine seiner ersten Amtshandlungen und schloss ihn aus der Armee aus.
An der Schlacht bei Paris (März 1814) nahm Monnier nicht teil. Erst nach dem Vertrag von Fontainebleau (April 1814) kehrte Monnier zurück. Obwohl er ein Gegner Napoleons war und König Ludwig XVIII. unterstützte, nahm er an der Schlacht bei Waterloo (Juni 1815) nicht teil. Nach der Restauration berief man Monnier zum Pair de France und als solcher wurde er Mitglied des Kriegsgerichts das am 6. Dezember 1815 über den Maréchal d’Empire Michel Ney urteilte. Monnier votierte ebenfalls für ein Todesurteil, so dass Marschall Ney im Morgengrauen des nächsten Tages in der Nähe des Jardin du Luxembourg standrechtlich erschossen wurde.
Am 30. Januar 1816 starb Jean-Charles Monnier in seiner Wohnung in Paris und fand auf dem Cimetière de Saint-Sulpice im Vaugirard seine letzte Ruhestätte.

## Ehrungen
- 29. Juli 1814 Ritter des Ordre royal et militaire de Saint-Louis
- 23. August 1814 Commandeur der Ehrenlegion
- 30. September 1814 Nobilitierung zum „Comte“
- 3. April 1815 Grand Officier der Ehrenlegion
- 17. August 1815 Pair de France
- Sein Name befindet sich am südlichen Pfeiler (26. Spalte) des Triumphbogens am Place Charles de Gaulle in Paris